# Проезд Апакова
Прое́зд Апа́кова — проезд в Центральном административном округе города Москвы на территории района Якиманка. Соединяет с востока на запад Мытную улицу и Ленинский проспект.

## Происхождение названия
Назван в 1985 году по трамвайному депо имени Апакова, которое, в свою очередь, получило название в честь рабочего-трамвайщика Петра Лукича Апакова, одного из организаторов волнений в Замоскворецком трамвайном парке (находится в непосредственной близости от проезда Апакова — в начале улицы Шаболовка, сейчас — трамвайное депо имени Апакова) в 1905 году, участника Октябрьской революции 1917 года.

## Транспорт
- Станции метро «Октябрьская» Кольцевой и Калужско-Рижской линий.
- Вблизи проезда расположена трамвайная конечная станция трамвайных маршрутов № 14, 26, 47.